# Dasymaschalon lomentaceum
Dasymaschalon lomentaceum là loài thực vật có hoa thuộc họ Na. Loài này được Achille Eugène Finet và François Gagnepain mô tả khoa học đầu tiên năm 1906.
Loài này phổ biến rộng tại Thái Lan và Campuchia, có thể có ở cả Lào và Việt Nam. Môi trường sống là rừng thường xanh khô.
Là cây gỗ nhỏ, cao tới 5 m. Ra hoa tháng 1-10, tạo quả tháng 2-10. Mọc ở cao độ 0–150 m. Tên gọi tại Thái Lan là prong kiu.